# 李采 (萬曆丁未進士)
李采（1575年—？），字維文，號質軒，陝西西安府咸寧縣人，明朝政治人物。

## 生平
萬曆二十八年（1600年）庚子科陝西鄉試第二名舉人，三十五年（1607年）中式丁未科會試第二十二名，二甲第四十名進士。兵部觀政，授嘉定直隸州知州，四十一年（1613年）升廣平府同知，四十四年（1616年）升戶部員外郎，四十五年（1617年）丁憂，服闋，天啟元年（1621年）起為戶部山東司員外郎，二年（1622年）升郎中，四年（1624年）升山西布政使司參議，五年（1625年）升雲南按察司副使，六年（1626年）升山東布政使司參政，七年（1627年）升山東按察使，崇禎元年（1628年）升江西右布政使，四年（1631年）考察。

## 家族
曾祖李能；祖父李鼐；父李邦雲，母羅氏。慈侍下。兄李香，弟李季。